# Like
LIKE foi um grupo musical mexicano formado na cidade do méxico em Janeiro 2018, antes do sucesso local da telenovela mexicana Like (2018-2019). O grupo era composto por Mauricio Abad, Santiago Achaga, Roberta Damián, Macarena García, Anna Iriyama, Ale Müller, Carlos Said eVíctor Varona. Após o fim da novela , Ale Müller e Carlos Said anunciaram suas respectivas saídas do grupo. Assim o grupo se tornou um sexteto com os seis integrantes : Mauricio Abad, Santiago Achaga, Roberta Damián, Macarena García, Anna Iriyama e Víctor Varona.Mas pouco tempo depois em uma entrevista (Macarena García) disse que cada um dos integrantes decidiram seguir seu próprio caminho,assim a banda acabou em 2019.
|
| LIKE                 | LIKE |
| Informação geral     | Informação geral |
| -------------------- | --- |
| Origem               | Cidade do México, México |
| País                 | México |
| Gênero(s)            | - Reggaeton - Pop latino - teen pop - dance-pop                                                                                |
| Ex-Integrantes       | - Ale Müller - Carlos Said - Maurício Abad - Santiago Achaga - Roberta Damían - Anna Iriyama - Victor Varona - Macarena García |
| Período em atividade | 2018-2019 |

## História
Surgiu a partir da telenovela Like'la leyenda ,seu nome veio como estratégia de lançamento para o mercado,surgiu muito antes da novela com a promessa de se tornar o novo RBD .Originalmente a banda era formada por: Roberta Damián, Macarena García, Carlos Said, Santiago Achaga, Ale Müller, Diana Paulina, Víctor Varona e Mauricio Abad. Depois de uma revisão de casting e uma série de estudos o produtor Pedro Damián achou que seria mais interessante substituir Diana Paulina pela japonesa Anna Iriyama. Alguns especialistas em música acharam que a voz da mexicana Diana Paulina combinou mais com as vozes do restante do grupo mas o produtor achou que ia ser mais interessante a Japonesa por sua experiência no grupo AKB48. Ficando assim, Mauricio Abad, Santiago Achaga, Roberta Damián, Macarena García, Anna Iriyama, Ale Müller, Carlos Said e Víctor Varona.
Surgiu a partir da telenovela Like'la leyenda ,seu nome veio como estratégia de lançamento para o mercado,surgiu muito antes da novela com a promessa de se tornar o novo RBD .Originalmente a banda era formada por: Roberta Damián, Macarena García, Carlos Said, Santiago Achaga, Ale Müller, Diana Paulina, Víctor Varona e Mauricio Abad. Depois de uma revisão de casting e uma série de estudos o produtor Pedro Damián achou que seria mais interessante substituir Diana Paulina pela japonesa Anna Iriyama. Alguns especialistas em música acharam que a voz da mexicana Diana Paulina combinou mais com as vozes do restante do grupo mas o produtor achou que ia ser mais interessante a Japonesa por sua experiência no grupo AKB48. Ficando assim, Mauricio Abad, Santiago Achaga, Roberta Damián, Macarena García, Anna Iriyama, Ale Müller, Carlos Said e Víctor Varona.
A banda era produzida e criada por Pedro Damián , inspirando-se nas produções de RBD.
A maior parte dos temas musicas da novela era cantada pelo próprio grupo, dentre os quais, destacam-se: "Este Movimiento" e "Vamos Arreglarnos", que, ao longo da única temporada e 80 capítulos, foram usados como tema de abertura da trama. Além destas, outras canções do grupo integraram a trilha sonora da novela, como, por exemplo, "Contigo", "Como Decirte Que Te Quiero", "Te Pido Perdón" e etc. Com a repercussão obtida pela novela no México, o SBT chegou a negociar com a Televisa para a exibição no Brasil, o que não aconteceu. A novela estreou no México em 10 de Setembro de 2018.
Em novembro de 2018, com o fim das gravações da novela foi anunciada a saída de Ale Müller e Carlos Said do grupo para focarem na atuação. Em entrevista Ale Müller revelou: "Eu quero consolidar minha carreira de atriz. Estar em uma banda agora não está nos meus planos." Carlos Said, também manifestou sobre sua saída: "Quero dizer que já estou gravando uma nova série, que está muito boa. Estou fascinado com essa produção. Quero dizer também que eu já não estou mais na banda. Tem coisas que acontecem e temos que ter uma decisão a tomar. Mas continuem com Like, é uma banda muito boa e grandiosa." Dias depois Pedro Damián escalou outra atriz da novela, Diana Paulina, para substituir Ale Müller em uma apresentação de fim de ano para a televisa em Bienvenidos 2019 ,porém ainda não está confirmada como integrante da banda em uma live no instagram o produtor Pedro Damian declarou ''seria muito bom ter ela no grupo porém os confirmados na banda são os 6 que restaram ". Mesmo após o fim da novela os seis que restaram tentaram seguir com a banda, porém com o fracasso e por não ter alcançado as expectativas esperadas ,o grupo like continuaria sem o apoio da televisa na tentativa de encontrar um lugar no mercado da música .

## Discografia
O primeiro single da telenovela intitulado "Este movimento",  foi lançado oficialmente em 10 de julho de 2018, através da conta oficial da novela no Youtube,  e depois lançado oficialmente no serviço de streaming Spotify e em seguida na loja virtual ITunes. O single também serve como tema de abertura da telenovela . A banda foi apresentada oficialmente pela primeira vez no Premios Juventud em 2018, onde não contou com a presença de Mauricio Abad e foi usado com excesso playback, o que gerou diversas críticas negativas.
A segunda música de abertura usada para a telenovela é intitulada "Contigo", composta por Santiago Achaga. 
A terceira música de abertura é intitulada "Vamos nos preparar" e foi composta por Jimmy Saravia, foi liberada no YouTube.

O primeiro álbum do grupo conta com as canções:
01.- Este Movimiento. 02.- Contigo 03.- Vamos Arreglarnos 04.- Mentiras (Cover Like) 05.- Dime porque mi amor 06.- Adicto a tus besos 07.- I Know You Want Me 08.- Quedan los Recuerdos 09.- Te pido perdón 10.- Hasta donde tu estés 11.- Como decirte que te quiero 12.- Una y Otra Vez 13.- Shake It On The Stage (Cover Like) 14.- No puedo Entender 15.- Dejame amarte
A data de lançamento do álbum ainda é incerta. 

## Membros
Integrantes
| Nome            | Idade                             |
| --------------- | --------------------------------- |
| Mauricio Abad   | 20 de Julho de 1997 (21 anos)     |
| Roberta Damián  | 02 de maio de 2003 (15 anos)      |
| Macarena García | 26 de outubro de 2000 (18 anos)   |
| Anna Iryama     | 03 de dezembro de 1995 (22 anos)  |
| Víctor Varona   | 14 de fevereiro de 2000 (19 anos) |
| Santiago Achada | 7 de Janeiro de 1997 ( 22 anos)   |

Ex-Integrantes
| Nome        | Idade                             |
| ----------- | --------------------------------- |
| Ale Muller  | 29 de outubro de 1997 (21 anos)   |
| Carlos Said | 26 de fevereiro de 1998 (20 anos) |

1. ↑  «La cantante japonesa que llegó a la televisión mexicana». El Universal (em espanhol). 19 de julho de 2018
2. ↑  Díaz, Cristina (11 de abril de 2018). «No es lo mismo, pero es similar; la nueva versión de 'Rebelde' llega a la televisión». Huffington Post (em espanhol)
3. 1 2  TIM, Televisa. «Like, La Leyenda ya está iniciando un 'Movimiento'». Telehit (em espanhol)
4. ↑  Televisa. «Like, la leyenda líder de audiencia en su estreno | Sala de Prensa | Televisa.com». Televisa.com (em espanhol). Consultado em 1 de dezembro de 2018
5. ↑  «Vida y Milagros | La nueva telenovela juvenil "Like, la Leyenda" ya tiene fecha de estreno». El Sol de México (em espanhol)
6. ↑  «Tras rotundo fracaso de Like 'La Leyenda' actores renuncian». La Verdad Noticias (em espanhol)
7. ↑  Este Movimiento | Like, La Leyenda | Videoclip Oficial, consultado em 1 de dezembro de 2018
8. ↑  EC, Redacción (12 de julho de 2018). «Like, la leyenda: con reggaetón se estrena la nueva versión de Rebelde | VIDEO». El Comercio (em espanhol)